# George Smith (assiriólogo)
George Smith (Londres, 26 de março de 1840 – Alepo, 19 de agosto de 1876) foi um assiriólogo inglês pioneiro que primeiro descobriu e traduziu a Epopéia de Gilgamés, uma das obras literárias mais antigas e conhecidas da literatura.

## Início da vida e início da carreira
Como filho de uma família da classe trabalhadora na Inglaterra vitoriana, Smith era limitado em sua capacidade de adquirir uma educação formal. Aos quatorze anos, ele foi aprendiz da editora de Bradbury e Evans com sede em Londres, para aprender a gravar notas em que se destacava. Desde a juventude, ele ficou fascinado com a cultura e a história assírias. Nas horas vagas, ele leu tudo o que estava disponível sobre o assunto. Seu interesse era tão intenso que, enquanto trabalhava na gráfica, passava o horário de almoço no Museu Britânico, estudando publicações sobre as tabuletas cuneiformes desenterradas perto de Mossul no atual Iraque por Austen Henry Layard, Henry Rawlinson e seus Assistente iraquiano Hormuzd Rassam, durante as expedições arqueológicas de 1840 a 1855. Em 1863, Smith casou-se com Mary Clifton (1835–1883) e tiveram seis filhos.

## Museu Britânico
O talento natural de Smith para estudos cuneiformes foi notado pela primeira vez por Samuel Birch, egiptólogo e diretor do Departamento de Antiguidades, que levou o jovem à atenção do renomado arqueólogo Sir Henry Rawlinson. Já em 1861, ele trabalhava à noite classificando e limpando a massa de fragmentos friáveis de cilindros de argila e comprimidos nos depósitos do Museu. Em 1866, Smith fez sua primeira descoberta importante, a data do pagamento do tributo por Jeú, rei de Israel, a Salmaneser III. Sir Henry sugeriu aos curadores do Museu que Smith se juntasse a ele na preparação do terceiro e quarto volumes de As Inscrições Cuneiformes da Ásia Ocidental. Após a morte de William H. Coxe em 1869 e com cartas de referência de Rawlinson, Layard, William Henry Fox Talbot e Edwin Norris, Smith foi nomeado Assistente Sênior no Departamento de Assiriologia no início de 1870.

## Descoberta de inscrições
Os primeiros sucessos de Smith foram as descobertas de duas inscrições únicas no início de 1867. O primeiro, um eclipse total do sol no mês de Sivan inscrito no Tablet K51, vinculou-se ao espetacular eclipse que ocorreu em 15 de junho de 763 A.C., cuja descrição havia sido publicada 80 anos antes pelo historiador francês François Clément (1714–1793) em L'art de vérifier les datas des faits historiques. Essa descoberta é a pedra angular da cronologia antiga do Oriente Próximo. A outra era a data de uma invasão da Babilônia pelos elamitas em 2 280 a.C..
Em 1871, Smith publicou Annals of Assur-bani-pal, transliterou e traduziu e comunicou à recém-fundada Sociedade de Arqueologia Bíblica um artigo sobre "A História Antiga da Babilônia " e um relato de sua decifração das inscrições de Cipriota.

## Epopeia de Gilgamése expedição a Nínive

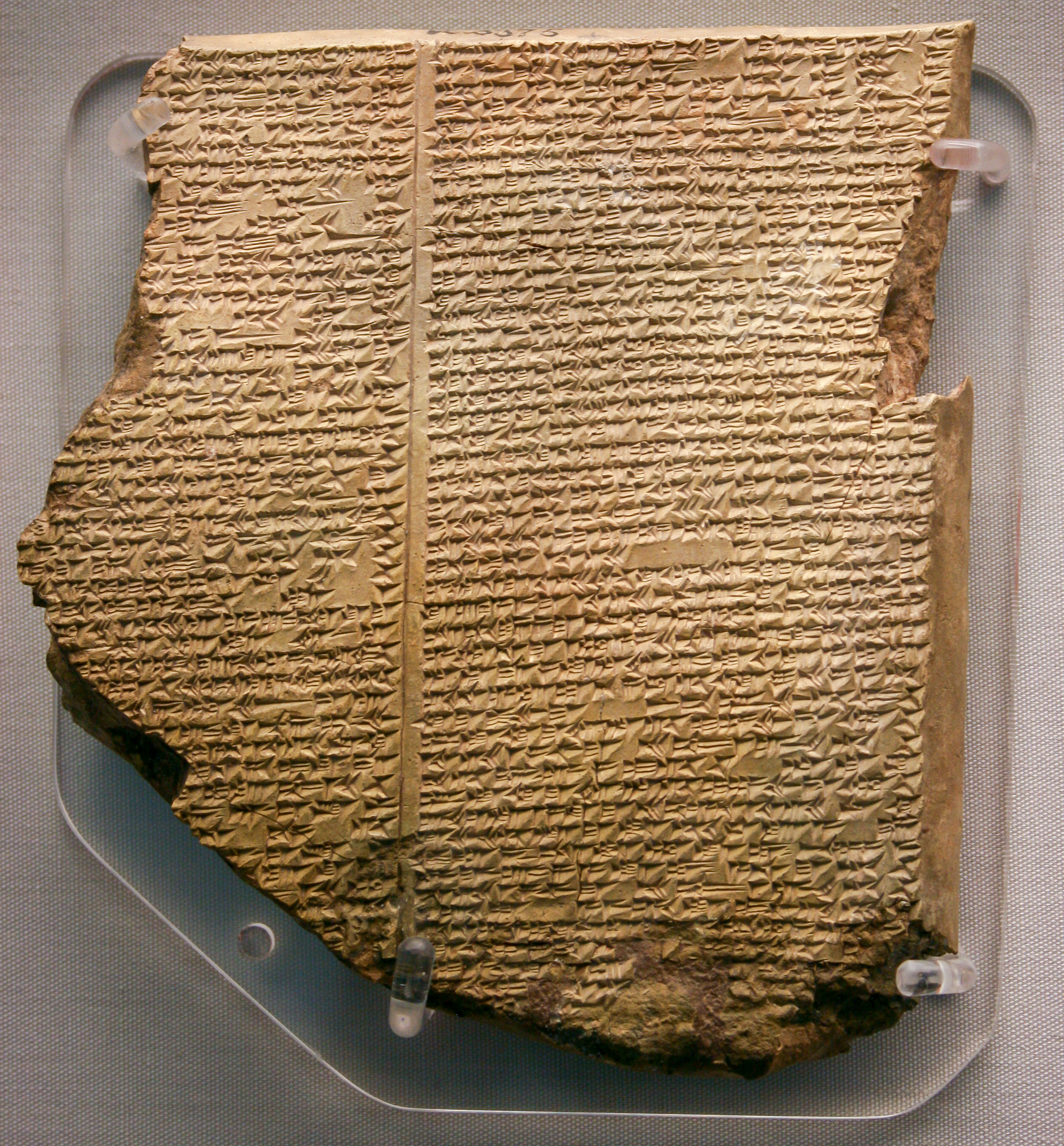
"The Flood Tablet", a décima primeira tábua da Epopéia de Gilgamés, descreve como os deuses enviaram uma inundação para destruir o mundo. Como Noé, Utnapistim foi avisado e construiu uma arca para abrigar e preservar os seres vivos. Após o dilúvio, ele enviou pássaros para procurar terra seca (Museu Britânico).

Em 1872, Smith alcançou fama mundial por sua tradução do relato caldeu do Grande Dilúvio, que ele leu na Sociedade de Arqueologia Bíblica em 3 de dezembro e cuja audiência incluía o Primeiro Ministro William Ewart Gladstone.
Este trabalho é mais conhecido hoje como a décima primeira tábua da Epopéia de Gilgamés, uma das mais antigas obras conhecidas da literatura. Em janeiro seguinte, Edwin Arnold, editor do The Daily Telegraph, providenciou para Smith ir a Nínive às custas do jornal e realizar escavações com o objetivo de encontrar os fragmentos que faltavam na história do dilúvio. Essa jornada resultou não apenas na descoberta de algumas tábuas ausentes, mas também em fragmentos que registraram a sucessão e a duração das dinastias babilônicas.
Em novembro de 1873, Smith novamente deixou a Inglaterra para Nínive para uma segunda expedição, desta vez às custas do Museu, e continuou suas escavações ao contar a Cuiunjique (Nínive). Um relato de seu trabalho é apresentado em Assyrian Discoveries, publicado no início de 1875. O resto do ano foi gasto reunindo e traduzindo os fragmentos relacionados à criação, cujos resultados foram publicados no The Chaldaean Account of Genesis (1880, co-escrito com Archibald Sayce).

## Expedição final e morte
Em março de 1876, os curadores do Museu Britânico enviaram Smith mais uma vez para escavar o restante da Biblioteca de Assurbanipal. Em Ikisji, uma pequena vila a cerca de 100 quilômetros a nordeste de Alepo, ele ficou doente de disenteria. Ele morreu em Aleppo em 19 de agosto. Ele deixou uma esposa e vários filhos, aos quais uma anuidade de 150 libras foi concedida pela rainha.